# Borisoglebsk
Borisoglebsk è una cittadina della Russia europea sudoccidentale, capoluogo del distretto omonimo.

## Geografia
La città è situata nell'Oblast' di Voronež, 326 km a sud del capoluogo sul fiume Vorona.

## Storia
Fondata nel 1698 come insediamento fortificato militare con il nome di Pavlovskaja; ottenne lo status di città nel 1917.

## Società

### Evoluzione demografica
Fonte: mojgorod.ru
- 1897: 22.400
- 1939: 52.900
- 1959: 54.400
- 1989: 72.300
- 2002: 69.392
- 2006: 67.600

## Amministrazione

### Gemellaggi
- Delmenhorst , Germania
- Blansko , Repubblica Ceca